# Крулюв-Ляс
Крулюв-Ляс (пол. Królów Las, нім. Königswalde) — село в Польщі, у гміні Можещин Тчевського повіту Поморського воєводства.
Населення — 170 осіб (2011).

## Демографія
Демографічна структура станом на 31 березня 2011 року:
|          | Загалом | Допрацездатний вік | Працездатний вік | Постпрацездатний вік |
| -------- | ------- | ------------------ | ---------------- | -------------------- |
| Чоловіки | 87      | 23                 | 57               | 7                    |
| Жінки    | 83      | 17                 | 49               | 17                   |
| Разом    | 170     | 40                 | 106              | 24                   |